# Dioscorea luzonensis
Dioscorea luzonensis är en enhjärtbladig växtart som beskrevs av Johannes Conrad Schauer. Dioscorea luzonensis ingår i släktet Dioscorea och familjen Dioscoreaceae. Inga underarter finns listade i Catalogue of Life.